# Sáfár Pál
Sáfár Pál (Budapest, 1949. március 24. – 2024. november 22.) magyar festőművész.

## Életpályája
Gimnáziumi tanulmányait Budapesten végezte a Képző- és Iparművészeti Gimnázium festő osztályán, 1967-ben. A Magyar Képzőművészeti Főiskolán tanult 1969-től 1973-ig, Bernáth Aurél osztályában, majd 1974-ig Iván Szilárdnál volt művészképzésen. 1974 óta tagja a Magyar Alkotóművészeti Közalapítványnak. Az 1970-es évek végétől az 1990-es évek közepéig Nyugat-Európában és Moszkvában is alkotott, s kiállításokon szerepelt.
Itthon Budapesten, majd 1995 óta Pilisszentlászlón élt és alkotott, rajz- és festő szakköröket, táborokat is vezetett. Fő műfaja a tájkép-, a csendélet- és a portréfestészet. Klasszikus olajfestményeket és frissebb, finom színhatású akvarelleket festett.
Műveit közgyűjtemények őrzik, köztük az Inotai Alumíniumkohó Képtára, a Magyar Nemzeti Múzeum Történelmi Arcképcsarnoka, a Petőfi Irodalmi Múzeum. Köztéri alkotása egy kerámia dombormű, amelyet a 2000. évi magyar millennium alkalmából készített, a szobor címe is Magyar Millennium (az Érdi úti Általános Iskolánál látható).

## Külföldi útjai
- 1978–1979 között Franciaországban a Károlyi alapítvány vendégeként alkotott. Károlyi Mihálynéról ott készített rajza a Magyar Nemzeti Múzeum tulajdona.
- 1982-ben Moszkvában mintegy negyven, színesen lavírozott rajzot készített, főleg műemlékekről.
- 1990-ben Brüsszelben festett.
- 1991-ben Velencében dolgozott.
- 1991-től 1994-ig megszakításokkal Németországban alkotott és állított ki.

## Kiállításai (válogatás)

### Egyéni
- 1975 • Eötvös Kollégium, Budapest
- 1976 • Fórum Ifjúsági Klub, Budapest • Budapesti Műszaki Egyetem Kollégium, Budapest • Nehézipari Műszaki Egyetem Kollégiuma, Miskolc
- 1977 • Mikszáth Kálmán Művelődési Központ, Balassagyarmat • Rákosligeti Művészeti Klub, Budapest
- 1978 • Dömösi Galéria, Dömös • Béke Művelődési Ház [Paulikovics Ivánnal], Várpalota
- 1980 • Művelődési Ház, Soltvadkert
- 1981 • Művelődési Központ és Könyvtár, Szentendre • Rideg Sándor Művelődési Központ, Budapest-Csepel
- 1982 • Csepeli Papírgyár Munkásgaléria, Budapest
- 1983 • Marczibányi téri Művelődési Központ, Budapest
- 1984 • Állami Fejlesztési Bank, Budapest • Ifjúsági Ház, Szeged
- 1985 • Vízivárosi Galéria, Budapest
- 1986 • Iskolagaléria, Dunakeszi
- 1986, 1987, 1990 • Folyosógaléria, XII. kerületi Tanács, Budapest
- 1987 • BMK, Budapest
- 1989 • Városi Gyermekkönyvtár, Csorna • 3 Pintér étterem, Budapest
- 1990 • G. Van Hees, Saarbrücken
- 1991 • G. In der Landvolkshochschule, Hardehausen (D)
- 1993 • Restaurator Studio '83, Hagermarsch (D) • Hotel Reform, Bad Riburg (D)
- 1994 • Gasthaus Spiegel, Warburg (D) • Flohmarkt, Korbach
- 1996 • Pataky Művelődési Központ, Budapest
- 1998 • Biai Faluház, Biatorbágy • Harlekin Restaurant, Gottmandingen-Raudegg • dr. Bartha Zsolt háza, Pilisszentlászló
- 1999 • Újpesti Galéria, Budapest • Zrínyi Nemzetvédelmi Egyetem Kossuth Galéria, Szentendre • Zeneiskola, Budaörs • Jókai Mór Művelődési Központ, Budaörs
- 2000 • Kő-café, Budapest-Kőbánya • Vujicsics Tihamér Zeneiskola, Szentendre • Anonymus Étterem, Szentendre
- 2001 • Erdős Renée Ház, Budapest
- 2013 • Sáfár Pál festőművész kamaratárlata, Solart Galéria, Budapest[3]

### Csoportos
- 1977 • Tavaszi Tárlat, Óbudai Klubház, Budapest • Inota és nagyüzemei a képzőművészetben, Inota
- 1978 • Ezüstgerely, Testnevelési és Sportmúzeum, Budapest
- 1979 • 26. Vásárhelyi Őszi Tárlat, Tornyai János Múzeum, Hódmezővásárhely
- 1979, 1982 • XI. kerületi művészek, Bartók 32 Galéria, Budapest
- 1980 • 27. Vásárhelyi Őszi Tárlat, Tornyai János Múzeum, Hódmezővásárhely
- 1981 • Jelenléti Ív, Fiatal Művészek Klubja, Budapest
- 1983 • Petőfi a képzőművészetben, Petőfi Múzeum, Kiskőrös
- 1984 • II. kerületi művészek, Vízivárosi Galéria, Budapest
- 1986 • DunapArt, Bartók 32 Galéria, Budapest
- 1996 • Pilisszentlászlón élő művészek, Általános Iskola, Pilisszentlászló
- 1998 • 30 éves a gyulai Nyári Művésztelep, Városi Képtár, Gyula
- 2000 • VIII. Táblaképfestészeti Biennálé, Szeged • Mezőgazdaság a képzőművészetben, Mezőgazdasági Múzeum, Budapest • Múltunkkal a jövőbe, MűvészetMalom, Szentendre • XIV. Országos Tájképfestészeti Biennálé, Hatvani Galéria, Hatvan • A magyar kereszténység 1000 éve, Hatvani Galéria, Hatvan • Corpus Regni, MűvészetMalom, Szentendre.[4]